# Ignaz Günther

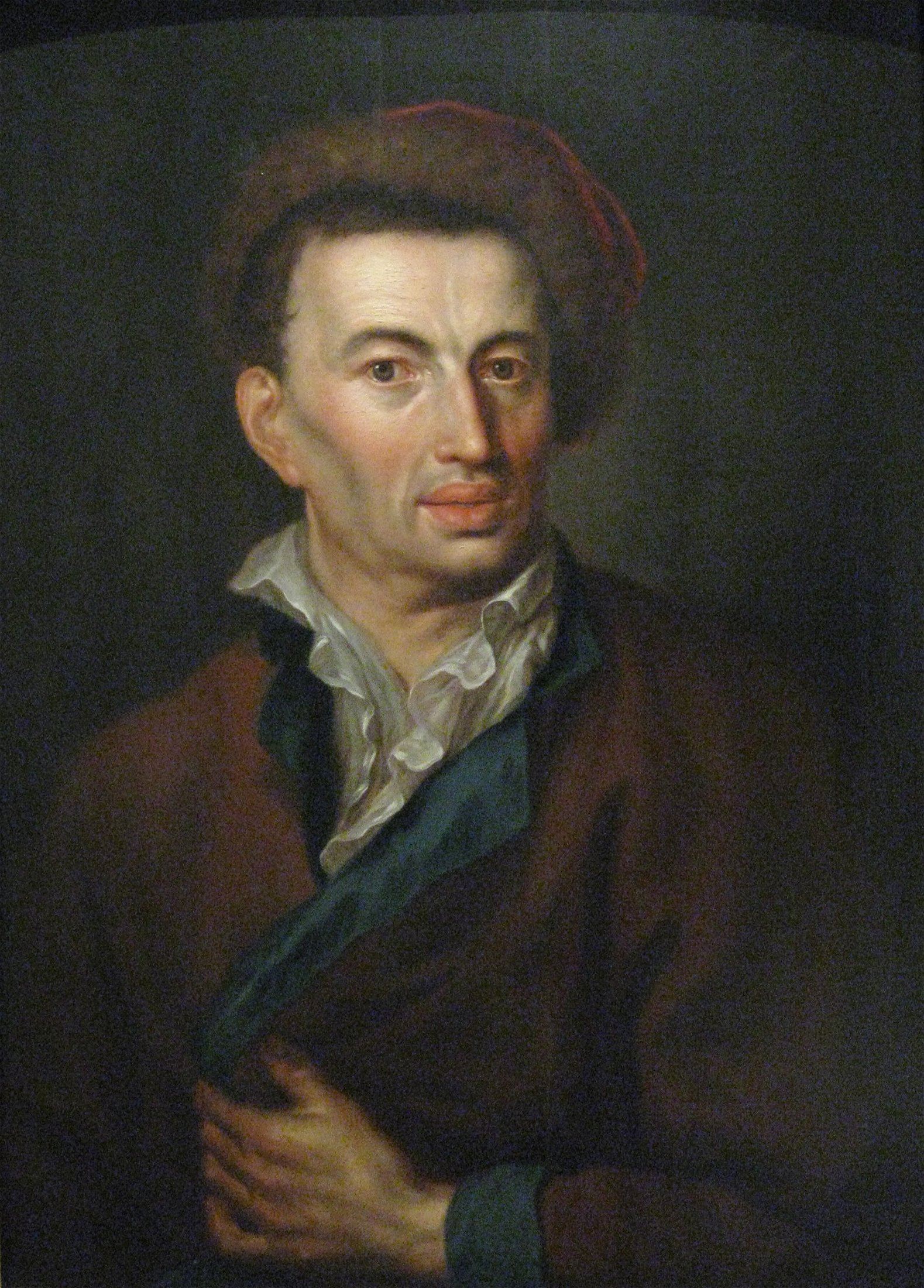
Franz Ignaz Günther

Franz Ignaz Günther (* 22. November 1725 in Altmannstein; † kurz vor dem 23. Juni 1775 in München) war ein deutscher Bildhauer. Er gilt neben seinem Lehrer Johann Baptist Straub als bedeutendster Vertreter des bayerischen Rokoko.

## Leben

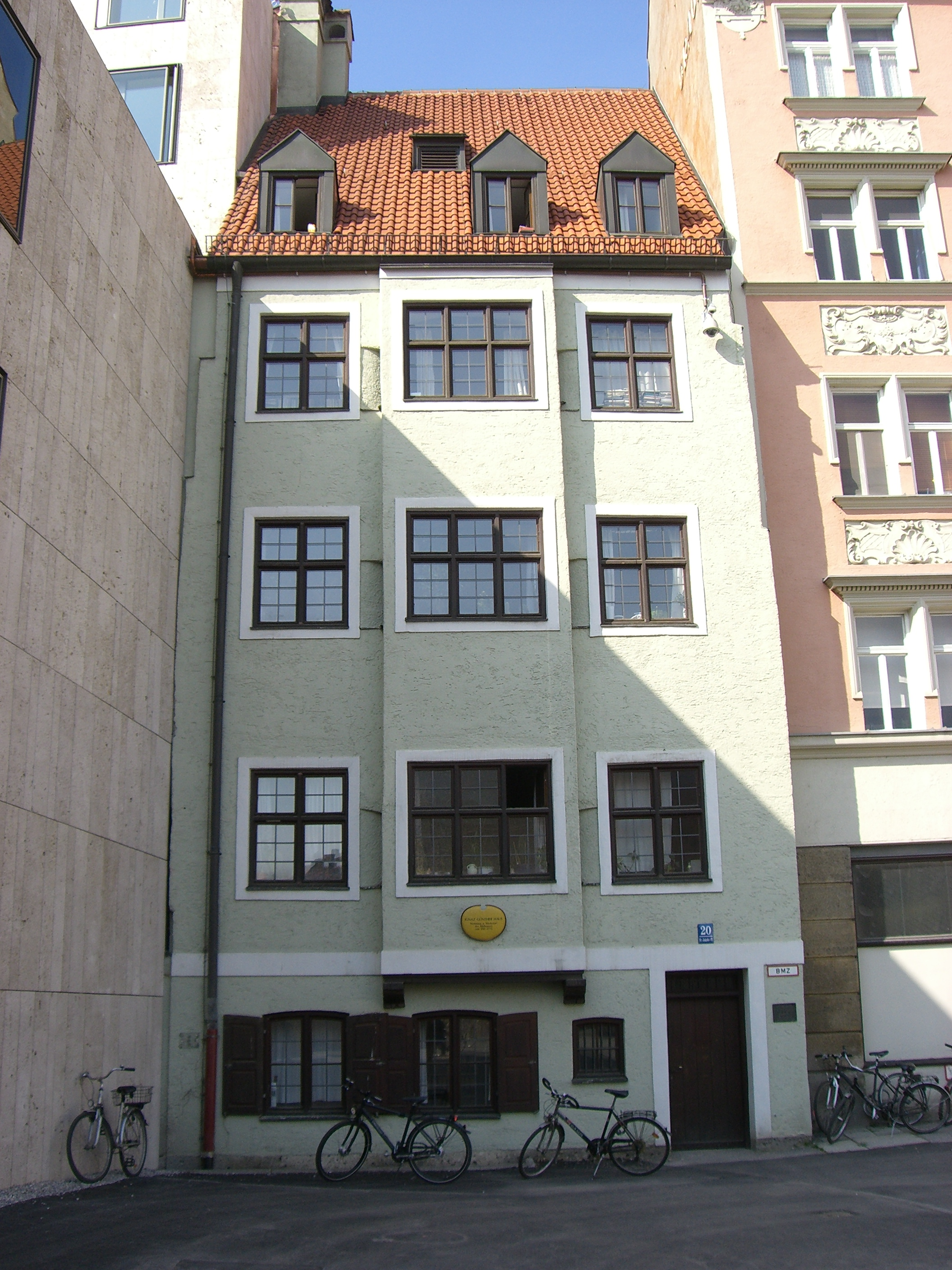
Günther-Wohnhaus in München

Schon sein Vater Johann Georg (1704–1783) und sein Großvater Johann Leonhard (1673–1738) hatten sich kunsthandwerklich betätigt. In der väterlichen Schreinerei in Altmannstein erlernte er erste handwerkliche Fähigkeiten. Von 1743 bis 1750 war er Schüler von Johann Baptist Straub in München. Die Wandergesellenjahre führten ihn nach Salzburg (1750), zum Hofbildhauer Paul Egell in Mannheim (1751/52) und nach Olmütz in Mähren (1752). Von Mai bis November 1753 besuchte er die Bildhauerklasse der Akademie in Wien, wo er das „Erste Premium der Bildhauerei“ erwarb. Nach der Anerkennung als hofbefreiter und somit zunftfreier Bildhauer durch Kurfürst Maximilian III. Joseph konnte er 1754 die Gründung einer eigenen Werkstatt in München vollziehen. Ab 1757 war er mit Maria Magdalena Hollmayr, Tochter eines Silberhändlers aus Huglfing verheiratet; aus der Ehe gingen neun Kinder hervor. 1761 erwarb die Familie ein Anwesen am Oberen Anger in München.
Ignaz Günther war vor allem für kirchliche Auftraggeber tätig. Seine Kirchenausstattungen, Altäre und vor allem seine ausdrucksstarken und lebendigen Gewandfiguren stellen einen Höhepunkt der Rokoko-Bildhauerei dar. In seinem Gesamtwerk sind ab 1766 auch Einflüsse des Klassizismus erkennbar.
1997 errichtete der Markt Altmannstein (Landkreis Eichstätt) ein Ignaz-Günther-Museum. In Rosenheim ist das Ignaz-Günther-Gymnasium nach ihm benannt worden. Am St.-Jakobs-Platz in München befindet sich sein ehemaliges Wohnhaus, das Ignaz-Günther-Haus, mit einer Gedenktafel, die die überholten Geburts- und Sterbedaten wiedergibt: „Am 20. Oktober 1761 erwarb der Bildhauer Ignaz Günther geb. 22. November 1725 das Doppelanwesen Oberanger 11 und Unterer Anger 30 für 3978 Gulden und 23 Kreuzer. Hier lebte und arbeitete der Künstler bis zu seinem Tode am 26. Juni 1715.“ An der Klosterkirche Rott a. Inn befindet sich ein Gedenkstein für den Künstler.
Der Asteroid (6148) Ignazgünther wurde nach ihm benannt.

## Werke (Auswahl)
- Geburtshaus in Altmannstein am Schambach (Altmühltal, Oberbayern, früher Oberpfalz), wegen eines Neubaus der Sparkasse abgerissen
- Altmannstein, Pfarrkirche, Crucifix
- vor 1748 Reisach am Inn, ehem. Karmelitenklosterkirche, Sitzende Maria mit Kind am Hl. Simon Stock-Seitenaltar
- um 1750 Bekrönung eines Fayenceofens (im Badischen Landesmuseum Karlsruhe)
- 1752/53 Dreifaltigkeits-Pfarrkirche von Kopřivná/Geppersdorf: Ausstattung
- 1752/59 Hochaltar von St. Rasso in Grafrath
- 1755 Pfarrkirche St. Peter in München: Erzbruderschaft Coporis Christi-Altar, Hl. Karl-Borromäus-Relief, 1755 Wachsenstein-Epitaph, um 1759 Epitaph Joseph Ignaz von Unertl
- 1754 Christus an der Geißelsäule (nach Gnadenbild der Wieskirche), heute Detroit Institute of Arts[3] (signiert 1754:F:l:G:)
- ca. 1755 Hl. Rupert mit der Altöttinger Muttergottesstatue; Kruzifix (Bamberg, Privatbesitz)
- 1755 „Starnberger Heilige“ (Museum Starnberger See, Starnberg[4]) und zwei zugehörige Bozzetti (Metropolitan Museum of Art, New York City[5] und Bayerisches Nationalmuseum, München[6])
- 1755/56 Bad Aibling, Pfarrkirche: Hochaltar (zerstört)
- 1755–1760 Hll. Petrus, Paulus und Mauritius (?), unbekannter ursprünglicher Standort, heute: Röttenbach (bei Erlangen), Pfarrkirche
- 1755–1760 Dietfurt an der Altmühl, Pfarrkirche St. Ägidius: zwei kniende Engel
- 1756 Stiftskirche Neustift, Freising: Hochaltar; St. Andreas: Hochaltar (zerstört)
- 1758 Pfarrkirche St. Rupertus: Pietà
- 1758/59 Klosterkirche Benediktbeuern: Zwei Seitenaltäre in der Anastasiakapelle
- 1758/59 München-Thalkirchen, Pfarr- und Wallfahrtskirche: Hochaltar
- 1760 München-Ramersdorf, Kirche St. Maria: Kanzel (zerstört)
- 1760 Ingolstadt, Pfarrkirche St. Moritz: Maria Immaculata am südl. Seitenaltar (Silberarbeit nach Günther von J. F. Canzler)
- vor 1760 (?): Immaculata, auf Wolken kniend (in Berlin, Staatl. Museen Preuß. Kulturbesitz); hier auch: Kanzelkrönungsfigur des Hl. Michael, den Satan besiegend
- um 1760 Kirche des Hl. Johannes von Nepomuk in München: Johannes Nepomuk Joseph Baron Zech auf Neuhofen, Solln und Königswiesen († 19. Juli 1757)-Epitaph
- ~1760 Kruzifix, Elfenbein-Arbeit, Germanisches Nationalmuseum Nürnberg
- 1761 Schloss Sünching, Festsaal: Boiserien, Konsoltische und Putten
- 1763 München, Bürgersaalkirche: Schutzengelgruppe
- 1763 Schloss Schleißheim: Stuckergänzungen im Billardsaal, Speisesaal-Ausstattung, Hauptportale der Ost- und Westseite
- um 1763 Ehem. Benediktiner-Klosterkirche St. Marinus und Anianus Rott am Inn: Ausstattungsstücke
- 1763/64 Augustinerchorherrenstiftskirche St. Peter und Paul in Weyarn: Altäre, Verkündigungsgruppe, Pietà, (ca. 1755) St. Valerius-Schrein, Vortragskreuz
- 1763/64 München-Harlaching, Wallfahrtskirche St. Anna: Altäre, Kanzel
- 1763/64 Heiligkreuzkirche in Altmannstein: Großes Kruzifix
- 1765/70 Vierkirchen, St. Jakobus: Kruzifix und Mater Dolorosa
- 1766 Bozzetto „Hl. Kajetan“ für München, Theatinerkirche, Fassadenfigur
- 1767 Klosterkirche St. Peter und Paul in Altenhohenau: Altäre (Teile vor 1757?)
- 1766–1768 Alte Pfarrkirche St. Josef in Starnberg: Hochaltar
- 1768–1770 Ehem. Stiftskirche in Mallersdorf: Hochaltar
- 1769/70 München, Hauptwache am Marienplatz: Mars und Bellona (nicht erhalten)
- um 1770 Neuburg an der Donau, Kloster der Barmherzigen Brüder, Gruppe Hl. Johannes von Gott
- 1770 Ingolstadt, St. Anton: Mater Dolorosa[7]
- Ca. 1770–1775 München-Bogenhausen, St. Georg: Zwei Seitenaltäre und Kanzel
- 1771/72 München, Frauenkirche: fünf Portale
- 1771/72 Ingolstadt, Franziskanerkirche: Epitaphien für Johann Graf von Preysing und Gemahlin (zerstört)
- um 1772 München, Marienplatz, Hausmadonna „Maria in Strahlenglorie“
- 1773/74 München, Frauenkirche, 16 Reliefs am Chorgestühl
- ca. 1774/75 Arget (Lkr. München), Pfarrkirche: Hochaltarfiguren Hll. Cosmas und Damian
- 1774 Friedhofskapelle Nenningen: Pietà, sein letztes bekanntes Werk.

Exponate im Bayerischen Nationalmuseum in München, z. B. von 1771 das Hochrelief „Hl. Joseph mit Jesuskind“, Modell für die Pietà in Nenningen, Hausmadonna von Günthers Münchner Wohnhaus (um 1761), Johannes der Täufer (Relief, 1751), Hll. Joachim und Maria, Erzengel Raphael (ca. 1765–1770)
Im Münchner Stadtmuseum: Sitzendes, ehem. geflügeltes Kind (Epitaph-Rest?).
Viele Entwürfe von Ignaz Günther blieben unausgefertigt oder wurden von anderen Künstlern ausgefertigt. Einige Werke (u. a. mehrere Kanzeln; die Relieftore des Münchener Domes) wurden (kriegs-)zerstört.

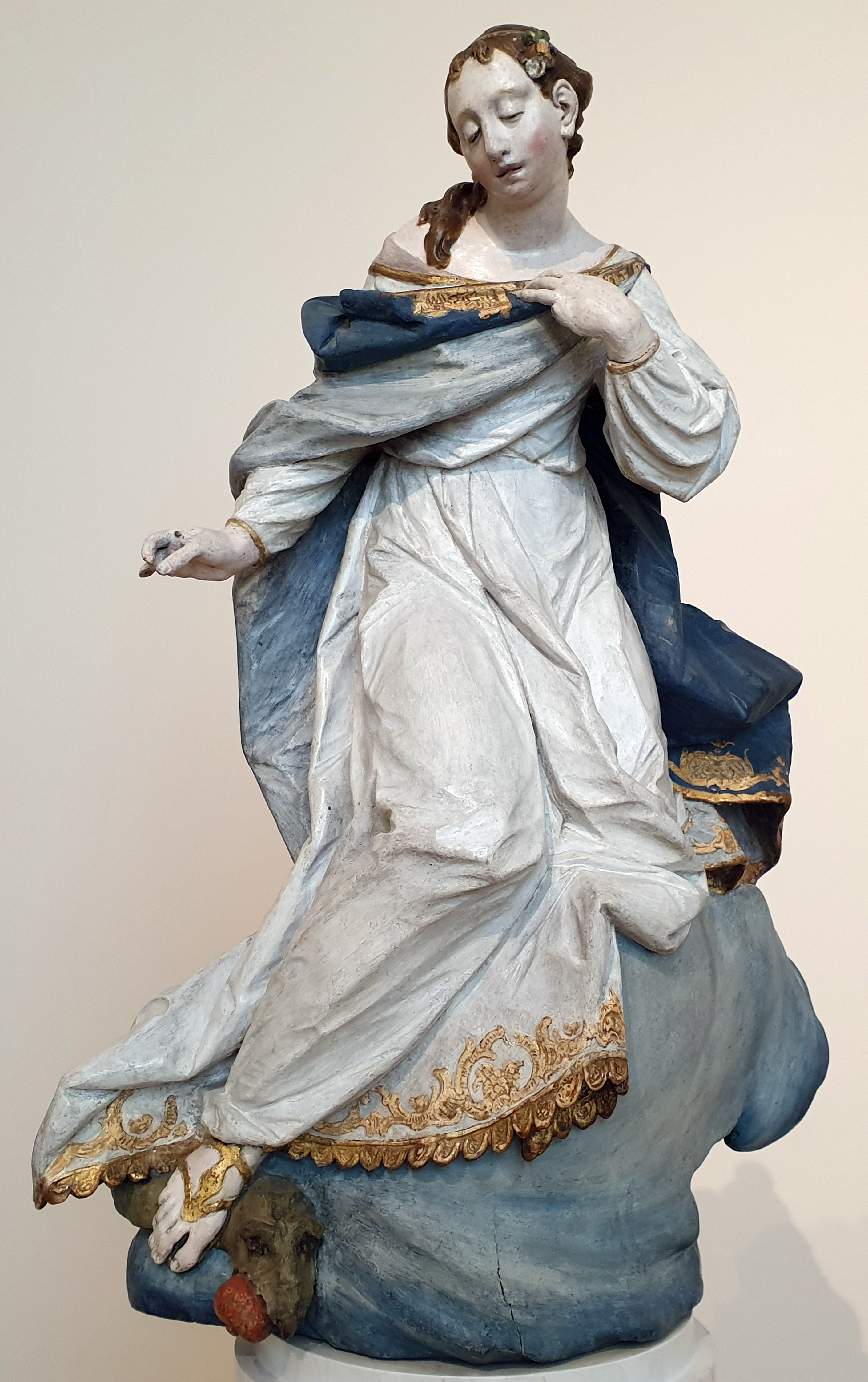
Maria Immaculata, 1750/60, Skulpturensammlung Berlin
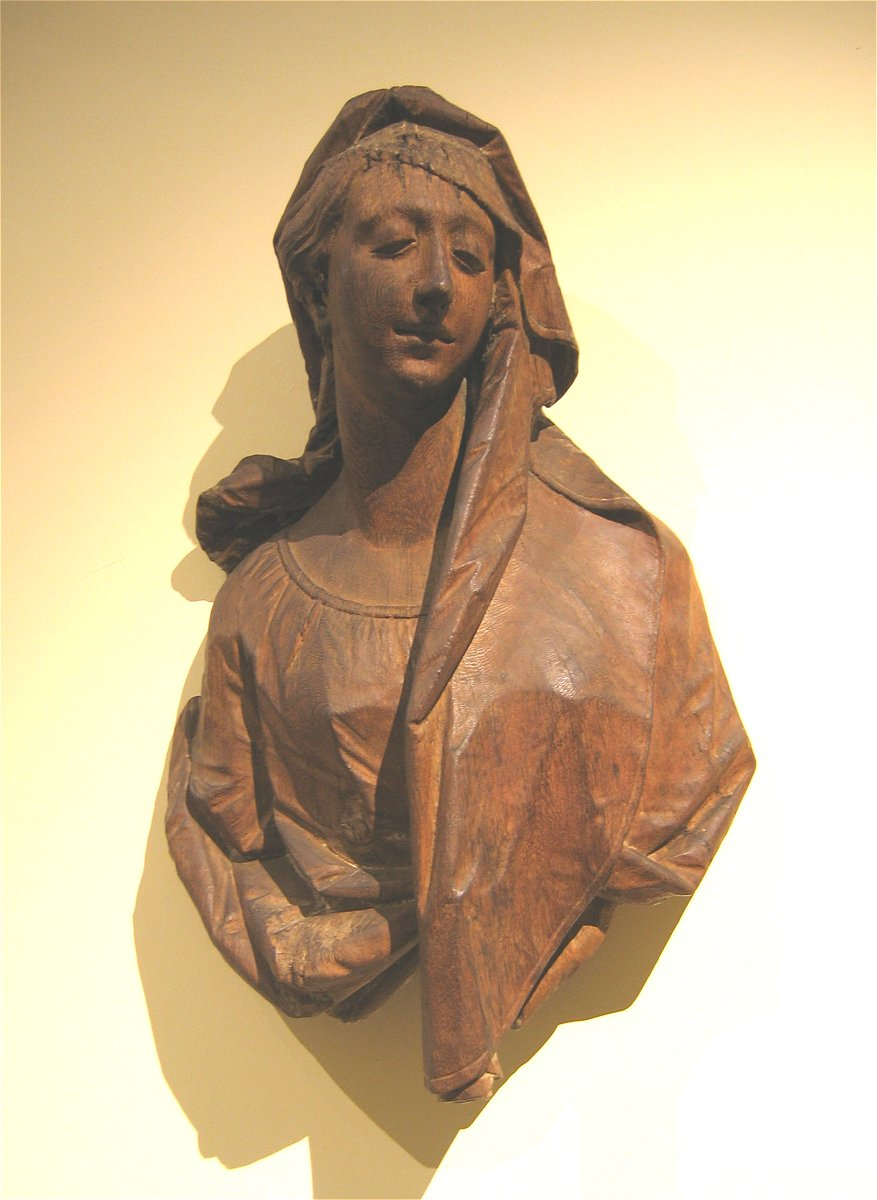
Hausmadonna, nach 1761, Eichenholz, Bayerisches Nationalmuseum München
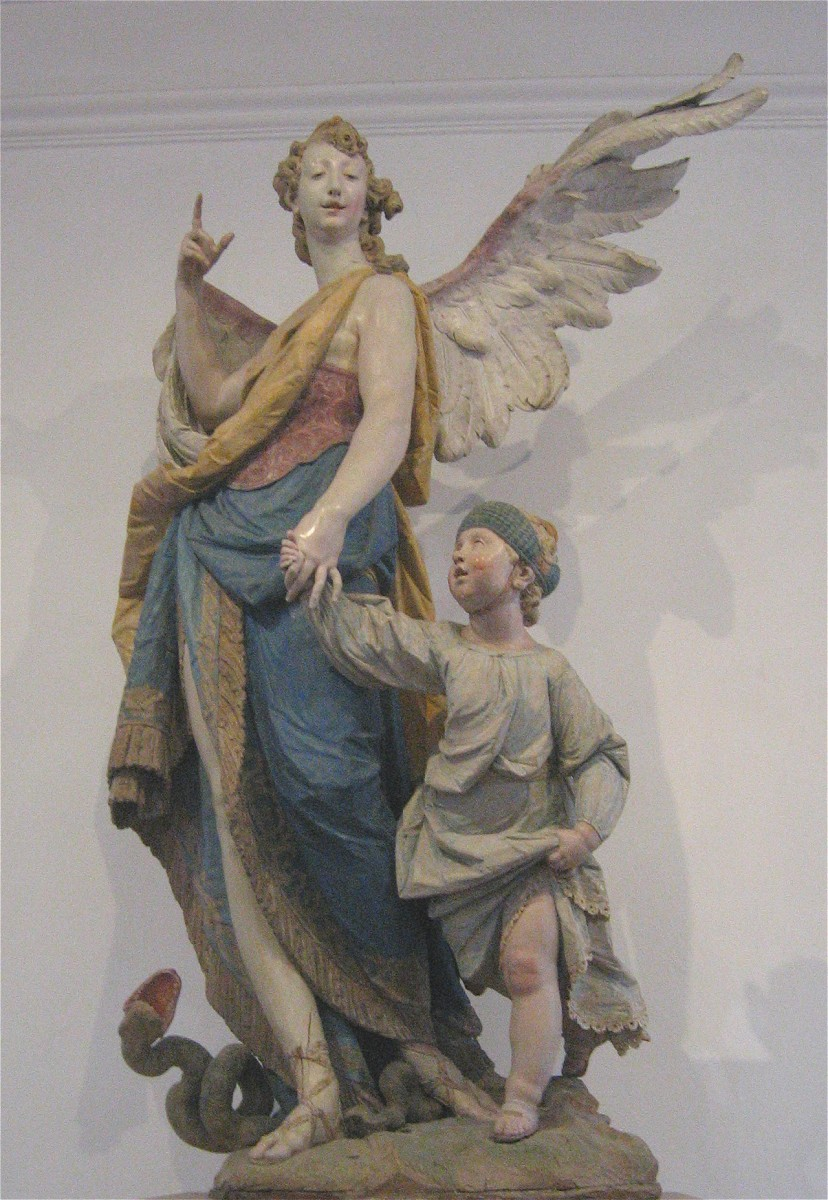
Schutzengelgruppe, 1763, Bürgersaal in München
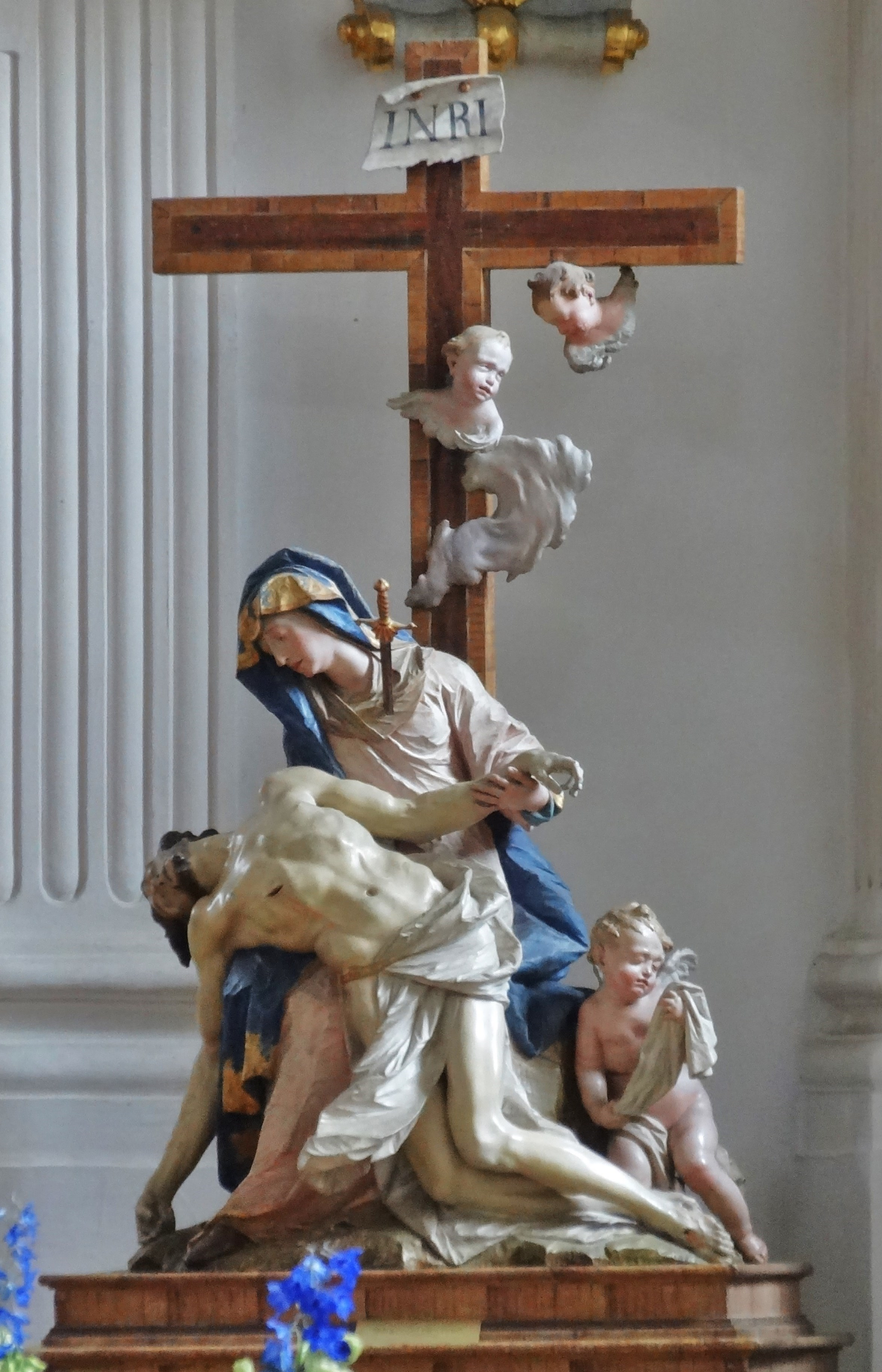
Pietà in der Stiftskirche Weyarn
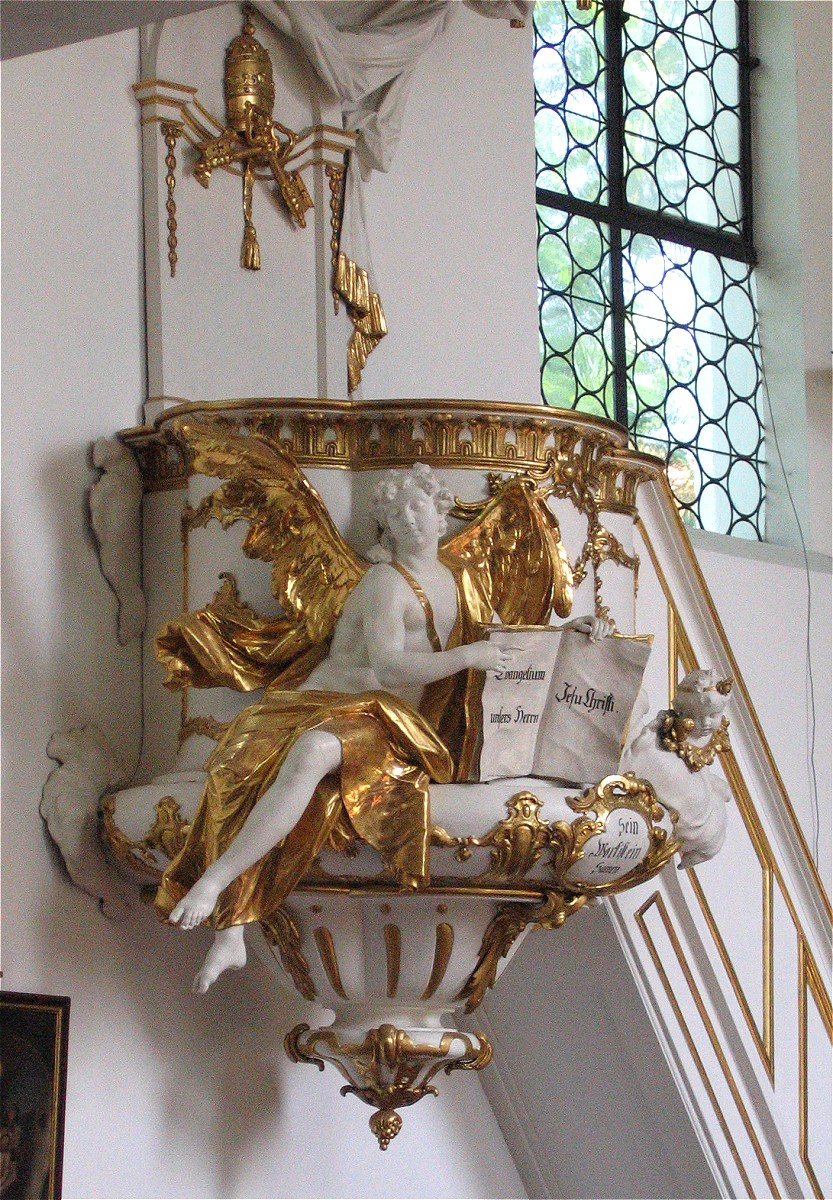
Kanzel 1770–1773, St. Georg in München-Bogenhausen
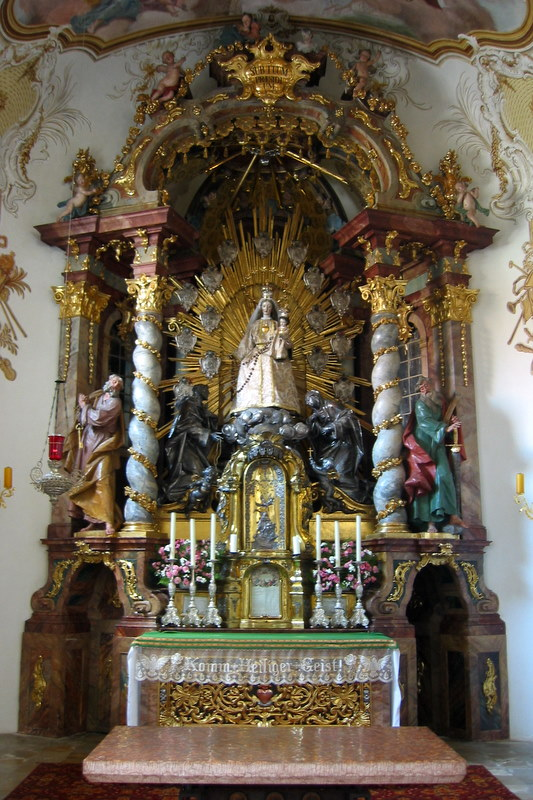
Altar der Klosterkirche Altenhohenau
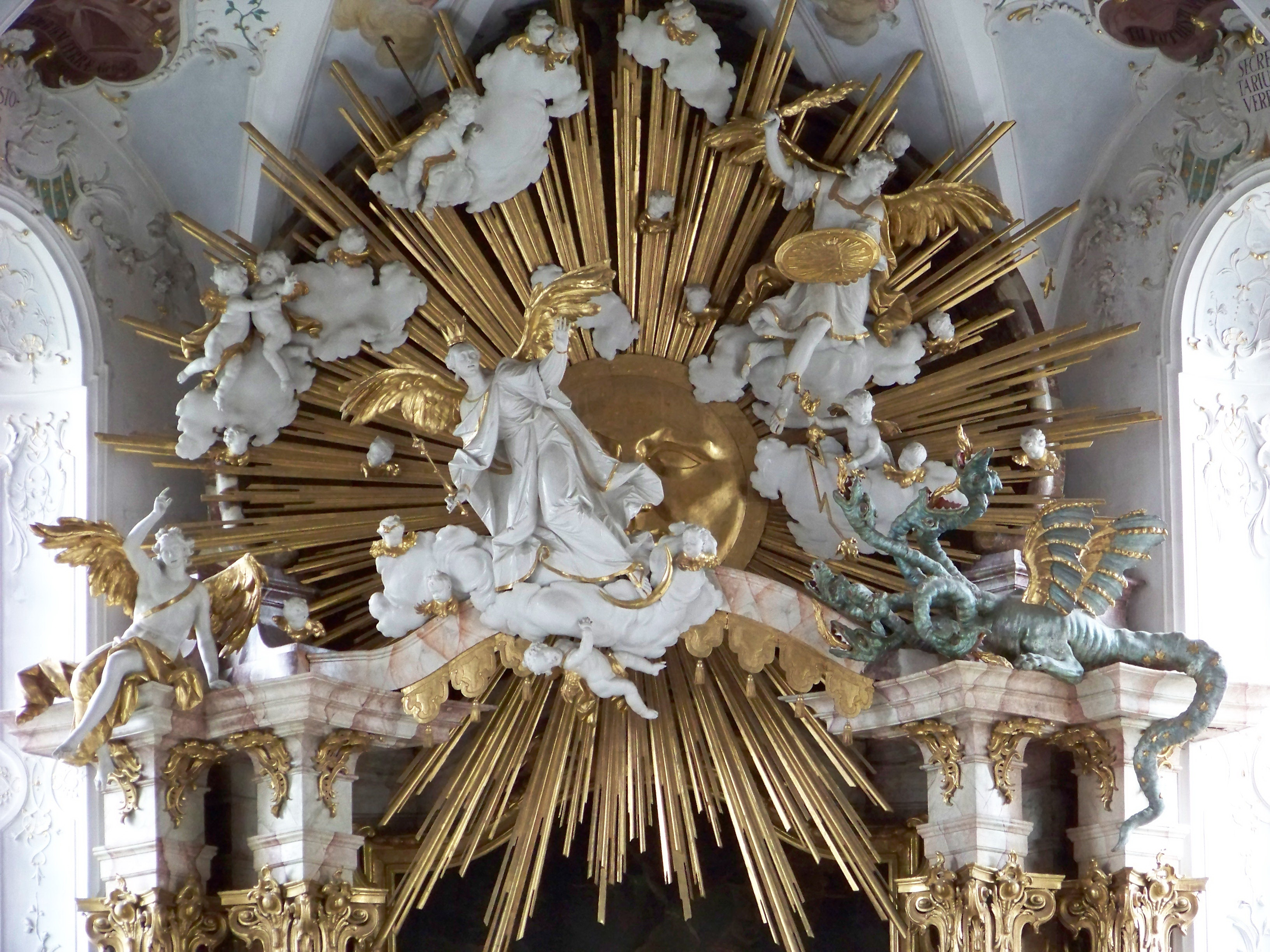
1768–1770